# 福留瞬
福留 瞬（ふくどめ しゅん、1992年2月18日 - ）は、日本の俳優であり、Candy Boyのメンバーである。兵庫県出身。テレビ朝日ミュージック所属。

## 略歴・人物
- 身長164cm、体重54kg、足のサイズ26cm。
- Candy Boyのメンバー。（三期）
- 趣味は歌（作詞作曲）人と話すこと。
- 特技は歌（作詞作曲）や、アクロバット、極真空手、ピアノの弾き語り、ドラム、ダンス。ピアノの弾き語りは　福留瞬 (@shun_candyboy) - X（旧Twitter）で投稿を確認できる。
- 資格はIAPA認定アロマ調香スタイリスト、日商簿記3級、ワープロ検定2級、文書デザイン検定1級、パンシェルジュベーシック３級。

## 出演

### テレビ番組
- BREAK OUT　Candy Boyコーナー（2014年～ テレビ朝日 レギュラー）
- マチコミ（2018年11月05日 テレビ埼玉）-ゲスト出演

### 舞台
- Candy Boy CAFE／定期公演出演中
- Théâtre de Candy Boy『Bon Bon』(2018年9月 CBGKシブゲキ！)　カミーユ役
- 「人生のピース」（2019年8月　東京芸術劇場　シアターウエスト）河北役
- Colorpointeミュージカル公演 シュガーポットサーカス（2019年10月26日27日池袋シアターグリーン）オセロ役

### ラジオ
- キラメキミュージックスター『キラスタ』（2018年11月19日 FM NACK5）ゲスト出演
- Candy BoyのCafe de bonbon (4月7日（日）～FM OH!（エフエム大阪）毎週日曜22:30～22:55　＠FM（エフエム愛知）毎週日曜24:30～24:55)

### CM
- モンスターストライク 激・獣神祭 DJフェス篇（2016年7月5日～）
- 東京ディズニーリゾート 動画

### イベント
- 「KFBまつり　テレビでつながる！」（2019年10月 ビッグパレットふくしま）
- 「チーズフェスタ2019」（2019年11月　EBiS 303）

### Web
- C CHANNEL イケメン企画動画